# Falsomoechotypa kaszabi
Falsomoechotypa kaszabi is een keversoort uit de familie boktorren (Cerambycidae). De wetenschappelijke naam van de soort is voor het eerst geldig gepubliceerd in 1954 door Breuning.